# ماریس اوئلت
ماریس میزانین (به انگلیسی: Maryse Mizanin) با نام و نام خانوادگی پیش از ازدواج ماریس اوئلت (به انگلیسی: Maryse Ouellet)، متولد ۲۱ ژانویه ۱۹۸۳، مدل، کشتی‌گیر حرفه‌ای، شخصیت تلویزیونی واقع‌نما و بازیگر فرانسوی-کانادایی است.
ماریس پس از سال‌ها فعالیت در حرفه مدلینگ، سرانجام در اوت سال ۲۰۰۶ به‌صورت رسمی وارد کشتی حرفه‌ای شد. او در حال حاضر در کمپانی دبلیودبلیوئی درحال فعالیت است و در شوی راو به عنوان مدیر برنامه‌های همسرش د میز با نام مستعار «ماریس» ظاهر می‌شود.

## اوایل زندگی
ماریس در استان کبک کشور کانادا به دنیا آمد اما در شهر ادمندستن در استان نیوبرانزویک بزرگ شد. در دوران دبیرستان، ماریس تنها دختر در کلاس خود بود که به اجرای نمایش و مدلینگ می‌پرداخت. او همچنین شروع به توسعه طیف وسیعی از محصولات آرایشی کرد. ماریس حرفه مدلینگ را به عنوان یک شرکت کننده در مسابقات زیبایی آغاز کرد و برنده مسابقه دختر شایسته سال هاوایی در سال ۲۰۰۳ شد سپس در مسابقات بین‌المللی Miss Hawai Tropic 2004 مقام دوم را کسب کرد و در سال ۲۰۰۷ تصویر او در جلد تقویم سال پلی‌بوی کانادا به‌چاپ رسید.

## زندگی شخصی
زبان مادری ماریس فرانسوی است، اما او به زبان انگلیسی تسلط کامل دارد و قادر به خواندن زبان اسپانیایی نیز هست، وی همچنین دارای مدرک مدیریت بازرگانی و کمربند سیاه در رشته‌های رزمی است. بازیگر محبوب او اسکارلت جوهانسون و گروه‌های محبوب او Simple Plan و Nickelback هستند، ماریس گیاه‌خوار است و الهام بخش او در رشته کشتی حرفه‌ای لیتا بوده‌است، او از لیتا و ویکتوریا به عنوان رقیبان رؤیایی خود نام برده‌است. در سال ۲۰۱۳، ماریس با هم‌رشته و دوست‌پسر خود، مایک میزانین که بیشتر با نام د میز شناخته می‌شود نامزد کرد، درنهایت این دو در ۲۰ فوریه ۲۰۱۴ به‌صورت رسمی در باهاما ازدواج کردند.در تاریخ ۲۷ مارس ۲۰۱۸ ماریس اولین فرزند خود را به دنیا آورد، اولین فرزند میز و ماریس دختری است به نام «مونرو اسکای میزانین». دختر دوم آنها به نام «مدیسون جید میزانین» در ۲۰ سپتامبر ۲۰۱۹ متولد شد. این زوج به همراه فرزندانشان از سال ۲۰۱۹ در کالیفرنیا اقامت گزیدند.